# Симулятор подводных лодок
Симулятор подводных лодок — разновидность симуляторов, посвящённая подводным лодкам.

## Игровой процесс
Подобно авто- и авиасимуляторам, жанр симуляторов подлодок принято разделять на два типа — «аркадные» (когда управление существенно упрощено) и «реалистичные», с учётом настоящих параметров корабля и особенностей управления. Часто уровень аркадности/реалистичности является настраиваемым, как, например, в игре Aces of Deep. На «реалистичность» влияют такие параметры, как надёжность торпед и их перезарядка; затраты времени на всплытие и погружение; скорость и параметры хода транспорта; степень повреждений от глубинных бомб; видимость в перископ и т.д.
Многие аркадные симуляторы выходили и на игровых приставках (например, представители жанра, разработанные в 1990-х годах появлялись на SNES), однако сейчас игры данного жанра выходят преимущественно на IBM PC-совместимых компьютерах. В то же время реалистичные симуляторы подводных лодок распространены исключительно на персональном компьютере, что, вероятно, связано с большой сложностью управления.
Обычно в играх данного жанра игроку предстоит управлять субмариной, используя клавиатуру и мышь персонального компьютера (джойстик, если играть на игровой приставке). В некоторых играх присутствует также стратегический элемент, который заключается в планировании действий и управлении экипажем корабля. Игровые задания заключаются в уничтожении вражеских судов, или в обороне союзнических. Темп игрового времени в реалистичных симуляторах достаточно изменчивый, что связано с желанием разработчиков приблизить управление подлодкой к действительности. Иногда присутствует опция изменения течения времени, для облегчения игры.
Интерфейс часто отображает сонар, который показывает перемещение субмарины игрока и других судов; перископ для обзора на поверхности; различные приборы, показывающие глубину, курс, состояние лодки и различных систем, датчик повреждений и т.д.
Действие многих игр данного жанра проходит во времена Первой и Второй мировых войн, но существуют симуляторы, представляющие современные подводные сражения.
Первым симулятором субмарины принято считать Submarine Commander, первоначально выпущенную на Atari 2600 в 1982 году.

### Аркадные
Особенностью аркадных симуляторов является отсутствие сложной физической модели. Кроме того, очень часто подводная лодка в аркадных симуляторах является одноместной. Одним из наиболее известных представителей аркадных симуляторов субмарины является серия компьютерных игр AquaNox (игры серии выходили с 1996 по 2003 год) и Archimedean Dynasty 1996 года.

### Реалистичные
Наиболее известным реалистичным симулятором подводных лодок является серия игр Silent Hunter, посвящённая американским и германским подводным лодкам. Влияние на игру оказал роман «Лодка» (нем. Das Boot), и одноимённый фильм, поставленный по нему. «Лодка» показывает жизнь рядовых моряков на субмарине. Так, например, одной из особенностей Silent Hunter V: Battle of the Atlantic, является возможность наблюдать за действиями экипажа в перерывах между морскими баталиями, такой же элемент есть и в других играх серии, включая Silent Hunter III.
Другой представитель жанра — Dangerous Waters. Существует также симулятор боевой субмарины периода Первой мировой войны, в российской локализации игра называется «Под Андреевским флагом», в оригинале — 1914: Shells of Fury.